# آنبو ۴
آنبو ۴ (به انگلیسی: ANBO_IV) یک هواگرد ملخ‌پیشین تک‌موتوره از نوع شناسایی ساخت شرکت Karo Aviacijos Tiekimo Skyrius است. هواگرد آنبو ۴ نخستین پروازش را در ۱۴ ژوئیه ۱۹۳۲ میلادی انجام داد. این هواگرد در سال ۱۹۳۴ میلادی رسماً معرفی گردید. در مجموع، تعداد ۱۴ فروند از این هواگرد ساخته شده‌است.
طراح این هواگرد، Antanas Gustaitis بود.